# 島根原子力発電所
島根原子力発電所（しまねげんしりょくはつでんしょ）は、島根県松江市鹿島町片句にある中国電力の原子力発電所。本記事では以降、略称の島根原発（しまねげんぱつ）で表記する。

## 概要
1号機は1974年（昭和49年）に営業運転を始めた。日本の電力会社が設置する原子力発電所としては、関西電力の美浜発電所、東京電力の福島第一原子力発電所に続く全国で3番目に開設された。中でも1号機は日立製作所が全面的に受け持ち建設された、国産の原子炉第1号とされる。
沸騰水型軽水炉を採用しており、中国電力で唯一の原子力発電所である。
2011年（平成23年）3月11日の東日本大震災に伴い発生した福島第一原子力発電所事故を受けて、原子力規制委員会は日本の原子力発電所に対して、従来より強化した安全対策を求めた新規制基準を導入した。これに対応するため、2号機は2024年（令和6年）12月7日の再稼働まで13年近い運転停止期間が生じた。運転員64人のうち39人は稼働未経験で、中国電力はシミュレーターでの訓練、OBによる指導・支援、関西電力の原発などに派遣しての実地研修で技術やノウハウの維持を図った。

## 経緯
- 1974年（昭和49年）3月29日：1号機が営業運転開始[1]。
- 1989年（平成元年）2月10日：2号機が営業運転開始[1]。
- 2011年（平成23年）5月31日：3号機において、6月に予定していた燃料装荷、2012年（平成24年）3月に予定していた営業運転開始の延期を発表[6]。変更後の日程については未定。
- 2015年（平成27年）4月30日：1号機が法的に正式に廃炉された[2][3][7][8][9][10]。
- 2017年（平成29年）7月28日：1号機の廃止措置作業に着手[11]。
- 2021年（令和3年）9月15日：島根原発2号機が新規制基準に基づく安全審査に正式合格[12]。
- 2022年（令和4年）6月2日：島根県の丸山達也知事が2号機の再稼働に合意[13]。
- 2024年（令和6年）12月7日：2号機が12年11か月ぶりに再稼働[14] [15][16]。

## 所在地
島根県松江市鹿島町片句654番地1
日本で唯一、県庁所在地に立地する原子力発電所である。新設当時の所在地は松江市に隣接する八束郡鹿島町であり「日本で一番都道府県庁所在地に近い原発」と言われていたが、2005年（平成17年）3月31日、所在地の鹿島町が松江市と合併したことにより、都道府県庁所在地に立地する原子力発電所となった。

## 発電設備
| 番号  | 原子炉形式                 | 主契約者   | 定格電気出力 | 定格熱出力 | 運転開始日                  | 設備利用率 （2010年度） | 現況                          |
| ----- | -------------------------- | ---------- | ------------ | ---------- | --------------------------- | ----------------------- | ----------------------------- |
| 1号機 | 沸騰水型軽水炉(BWR)        | 日立製作所 | 46.0万kW     | 138万kW    | 1974年（昭和49年）3月29日   | 0%                      | 廃炉（2015年4月30日 ）        |
| 2号機 | 沸騰水型軽水炉(BWR)        | 日立製作所 | 82.0万kW     | 244万kW    | 1989年2月10日               | 31.8%                   | 稼働中（2024年12月7日再稼働） |
| 3号機 | 改良型沸騰水型軽水炉(ABWR) | 日立GE     | 137.3万kW    | 393万kW    | 2012年3月予定であったが未定 | -                       | 建設中                        |

島根原子力発電所
- 島根原子力発電所（1号機）[21]
- 建設中の3号機（2013年）

## 主なトラブル
- 1977年（昭和52年）3月1日

1号機:制御棒駆動水が戻り、ノズルにひびが生ずる。
- 1981年（昭和56年）6月16日

1号機:配管から蒸気漏洩。
- 1981年（昭和56年）12月7日

1号機:制御棒駆動系挿入・引き抜き配管の表面に傷がみつかる。
- 1992年（平成4年）2月20日

1号機:中性子束異常信号のため原子炉が自動停止。
- 1995年（平成7年）1月30日

2号機:緊急停止排出水容器・水位異常高信号のため原子炉が自動停止。国際原子力事象評価尺度（INES）はレベル1。
- 2004年（平成16年）3月17日

2号機:格納容器内の冷却機の凝縮水量と床ドレン量が増加し、原子炉を手動で停止させる。
- 2006年（平成18年）10月13日

1号機:復水貯蔵タンクに腐食がみつかる
- 2010年（平成22年）4月30日

中国電力は、経済産業省原子力安全・保安院と島根県庁、松江市役所に対し、島根原発1、2号機の総点検の調査結果についての報告書を提出した。報告書によれば、点検計画表の誤記載による機器の超過使用が506ヶ所、点検の誤記載と記載漏れも1159ヶ所あったとされる。
- 2010年（平成22年）9月6日

経済産業省原子力安全・保安院は、1、2号機の点検漏れや不備が多数あった問題に対する再発防止策を盛り込んだ保安規程変更案を承認したと発表した。
- 2010年（平成22年）10月21日

中国電力は2号機の点検不備の再発防止策などについて島根県と松江市に説明し、島根県と松江市は運転再開を認めた。
- 2010年（平成22年）12月28日

中国電力は、島根原発2号機の定期検査を終了し、当初計画より5ヶ月遅れで定格出力での運転を再開した。1号機は2011年（平成23年）4月7日現在、検査のため運転停止している。

## プルサーマル計画
- 2005年（平成17年）9月12日

中国電力は島根原発2号機でプルサーマル計画を実施したいと、島根県庁と松江市役所に対して事前了解願いを出した。その時点で、島根県庁はすぐに了解の結論を出そうとしたが、松江市役所は慎重な姿勢を取った。
- 2005年（平成17年）11月〜

島根県庁は同年11月「ウラン・プルトニウム混合酸化物燃料に関する懇談会」を設置した 。懇談会は翌2006年5月にかけて10回開かれた。懇談会により事前了解を可とする意見書がまとめられ、2006年5月に県知事に提出された。
- 2006年（平成18年）2月〜

一方の松江市役所は、2006年2月1日から7月15日までの期間、公民館単位で住民説明を行った。その他、学習会やシンポジウムを開いた。2006年になって活断層の存在が実証されると、市長自ら現地に出かけて説明を受けた。
- 2006年（平成18年）10月23日

島根県庁舎と松江市役所が原子炉設置変更許可申請を了解。中国電力が国（経済産業大臣）に原子炉設置変更許可を申請。
- 2008年（平成20年）10月28日

国（経済産業大臣）は、原子炉設置変更を許可。
- 2009年（平成21年）6月21日

中国電力は、当初の2010年度までのプルサーマルの実施の計画を見直し、2015年度までの早期のプルサーマル実施を目指すこととした。

## 関連資料
- 上園昌武, 江口貴康, 関耕平「島根原発稼働への松江市民の意識構造」『山陰研究』第5巻、島根大学法文学部山陰研究センター、2012年12月、1-18頁、doi:10.24568/28450、ISSN 1883-468X、NAID 110009574700。
- 川久保篤志、「原子力発電所の立地と原発交付金による地域振興事業 島根県松江市を事例に」 『日本地理学会発表要旨集』 2013年度日本地理学会春季学術大会 セッションID:309, doi:10.14866/ajg.2013s.0_40
- 矢倉はるな, 栗政明弘「島根原子力発電所事故を想定した放射性物質飛散のシミュレーションと避難に関する考察」『米子医学雑誌』第63巻第3号、米子医学会、2012年5月、106-120頁、ISSN 0044-0558、NAID 40019360251。
- 岩崎一人「島根原子力発電所事故を想定して診療放射線技師が思うこと (PDF) 」『全国自治体病院協議会雑誌』第51号（2012年）pp.191-195。
- 淺田純作、權代貴大ほか「巨大地震災害に関する島根原発周辺住民の防災意識調査 (PDF) 」『土木学会中国支部研究発表会発表概要集』第64巻（2012年）p.IV-9。